# Thor Nis Christiansen
Thor Nis Christiansen (* 28. Dezember 1957 in Dänemark; † 30. März 1981 in Folsom, Kalifornien) war ein dänisch-US-amerikanischer Serienmörder. Er verübte zwischen November 1976 und Januar 1977 Morde an drei jungen Frauen im kalifornischen Isla Vista. Im Frühling 1979 ermordete er in Los Angeles eine weitere Frau und versuchte eine weitere zu töten. Diese Frau trug wesentlich zur Verhaftung Christiansens im Juli 1979 bei, als sie ihn in einer Bar wiedererkannte. Monate nach Antritt seiner lebenslangen Freiheitsstrafe wurde er im Folsom State Prison von einem Mithäftling ermordet.

## Leben

### Herkunft und Jugend
Der in Dänemark geborene Thor Nis Christiansen immigrierte mit seinen Eltern im Alter von fünf Jahren in die Vereinigten Staaten. Die Familie ließ sich in Inglewood, Kalifornien nieder, zog aber bereits kurze Zeit später nach Solvang, die selbsternannte „dänische Hauptstadt von Amerika“, weiter, wo der Vater Nis eine Gastwirtschaft betrieb. Dieser war alkoholkrank und verprügelte ihn häufig. Er selbst galt unter Mitschülern als jähzornig und neigte zu plötzlichen Wutausbrüchen. In seiner Kindheit galt er als guter Schüler, wobei sich auch dies spätestens in seinem Junior-Jahr an der High School drastisch änderte, denn er vernachlässigte seine Pflichten immer häufiger. Thor trank bereits im Jugendalter regelmäßig, rauchte Marihuana und nahm in dieser Zeit drastisch zu. Von seinen Freunden zog er sich immer weiter zurück und wurde zu einem Einzelgänger. Kurze Zeit später verließ er den heimischen Haushalt, wurde aus der Schule geworfen und fand Arbeit bei einer Tankstelle.

### Morde
Bereits als Kind tötete Thor erstmals Tiere, bevorzugt Vögel und Frösche. Dies steigerte sich im Jugendalter weiter zu nekrophilen Fantasien, in denen er Frauen ermordete, um sich an ihren toten Körpern zu vergehen. Er entwendete eine Kaliber 22 Pistole von einem Freund und begann auf dem Campus der University of California, Santa Barbara in Isla Vista jungen Frauen aufzulauern. Am 20. November 1976 beging er seinen ersten Mord an der 21-Jährigen Studentin Jacqueline Ann Rook. Diese wurde zuletzt an einer stark befahrenen Straße beim Trampen gesehen und war von Christiansen aufgesammelt worden. Er schoss ihr mit der gestohlenen Waffe in den Kopf und missbrauchte sie post mortem sexuell. Diesen modus operandi behielt er auch bei seinem nächsten Mord an der Kellnerin Mary Ann Sarris am 6. Dezember 1976 bei. Das Verschwinden der beiden Frauen versetzte die Universitätsstadt in Aufruhr. Spontane Demonstrationen gegen die Gewalt gegen Frauen wurden als Reaktion zu den Vermisstenfällen abgehalten. Eine der engagiertesten jungen Frauen war dabei Patricia Marie Laney, welche Flugblätter verteilte, um auf die Thematik aufmerksam zu machen. Am 18. Januar 1977 fiel Laney selbst dem Hitchhiker Slayer, wie er von den Medien seit kurzem bezeichnet wurde, zum Opfer.
Am 19. Januar 1977, einen Tag nach dem Verschwinden Laneys, wurde ihre Leiche in den Santa Ynez Mountains, nordwestlich von Isla Vista und in der Nähe der Rancho del Cielo, neben einer abgelegenen Straße gefunden. Nachdem die Umgebung daraufhin weitläufig durchsucht wurde, entdeckte man am nächsten Tag den teilweise entkleideten Körper von Jacqueline Rook. Damit war der Zusammenhang zwischen den beiden Morden und dem Vermisstenfall offensichtlich und eine umfangreiche Suchaktion nach dem Täter wurde gestartet. Die Polizei fokussierte sich dabei, nach einem vom FBI erstellten Täterprofil, auf junge männliche Einzelgänger. Im Februar geriet Christiansen mit einem Freund in eine Polizeikontrolle, bei der er aufgrund des Besitzes von Alkohol eine Strafe erhielt. Außerdem wurde im Kofferraum seines Wagens die Pistole entdeckt, welche er bei den Morden benutzte. Dies machte Christiansen jedoch nicht zu einem Verdächtigen, da er glaubhaft angab, mit dieser Waffe Schießübungen durchzuführen und Kaninchen zu jagen. Seine Mordserie unterbrach er darauf und verließ Isla Vista, um in Oregon Fuß zu fassen. Aus welchem Grund er dorthin zog, oder welcher Tätigkeit er dort nachging, konnte niemals geklärt werden. Am 22. Mai 1977 wurde die Leiche Mary Ann Sarris, des letzten Opfers der Mordserie, in der Nähe von Los Alamos, Kalifornien entdeckt.
Monate später kehrte er mit einem deutlich geringeren Körpergewicht nach Santa Barbara County zurück, um seinen High-School-Abschluss nachzuholen. Er zog mit einer Mittzwanzigerin in ein Apartment in Goleta, welche er kennengelernt hatte, als diese beim Trampen in sein Auto stieg. Er fuhr seit seiner Rückkehr häufiger ohne erkennbare Gründe nach Los Angeles und reinigte häufig seinen Kofferraum penibel. Die aufgeschreckte Bevölkerung in Isla Vista und die verstärkte Polizeipräsenz verleiteten Christiansen zur Änderung seiner Vorgehensweise. Am Sunset Boulevard fand er Prostituierte, die freiwillig und ohne Nachfrage in sein Auto stiegen. Am 18. April 1979 traf er auf die Prostituierte Lydia Preston, mit welcher er in die Hollywood Hills fuhr, wo er ihr in den Kopf schoss. Preston griff ihm ins Lenkrad, woraufhin das Auto mit einer Leitplanke kollidierte. Die schwer verletzte junge Frau flüchtete zu einem Haus in der Nähe und wurde ins Krankenhaus gebracht. Sie überlebte und trug ein taubes Ohr davon, konnte sich jedoch genauestens an den Vorfall erinnern. Am 26. Mai 1979 ermordete Christiansen die afro-amerikanische Prostituierte Laura Sue Benjamin, auf die er am Sunset Boulevard stieß. Ihre Leiche wurde erst nach seiner Festnahme in einem Wasserdurchlass in der Nähe des Angeles Forest Highways und der Big Tujunga Road, nördlich von Los Angeles in den San Gabriel Mountains gefunden.

### Festnahme und Verurteilung
Am 11. Juli 1979 betrat Thor Nis Christiansen die Bottom Line Bar in Hollywood, wo Lydia Preston ihn erkannte und die Polizei alarmierte. Christiansen wurde festgenommen und schnell war klar, dass er die drei Isla-Vista-Morde begangen hatte. Er gestand diese bald nach seiner Festnahme und begründete sie damit, dass diese sich über sein Übergewicht lustig gemacht und es somit verdient hatten. Er wurde wegen dreifachen Mordes in Isla Vista sowie wegen Mordes und versuchten Mordes in Los Angeles angeklagt und plädierte auf nicht schuldig aufgrund von Unzurechnungsfähigkeit. Der zuständige Gutachter stellte bei Christiansen Frauenhass zusammen mit einer Störung der Impulskontrolle, Hypersexualität sowie übermäßigen Alkohol- und Drogenmissbrauch fest. Später erklärte er sich für schuldfähig und wurde im Juni 1980 für vierfachen Mord sowie versuchten Mord in einem Fall zu lebenslanger Haft verurteilt. Er wurde ins Folsom State Prison eingewiesen.

### Tod
Am 30. März 1981 wurde der zu diesem Zeitpunkt 23-Jährige Thor Nis Christiansen im Freiplatz des Gefängnisses erstochen. Sein Mörder wurde nie identifiziert. Vor seiner Verurteilung prognostizierten Psychiater aufgrund seiner schweren Straftaten und seines Aussehens eine hohe Wahrscheinlichkeit, dass er in Haft ermordet wird.

## Isla Vista Juggling Festival
Patricia Marie Laney wurde im Santa Barbara County zu einem bekannten Symbol für Gewalt gegen Frauen. Ihr zu Ehren wurde im Jahr 1977 erstmals das Isla Vista Juggling Festival ausgetragen, welches seitdem jährlich stattfindet.

## Filmische Aufarbeitung
Der Fall des Hitchhiking Slayers Thor Nis Christiansen wurde in der siebten Episode der fünften Staffel der Fernsehserie Born to Kill? aufgegriffen.